# HD 34790
HD 34790，又名BD+29 869，SAO 77124、HR 1752，是一颗恒星，视星等为5.76，位于銀經176.57，銀緯-4.12，其B1900.0坐标为赤經5h 14m 50.9s，赤緯+29° -4.12′ 6″。